# Tyne Daly
Ellen Tyne Daly (Madison, 1946. február 21. –) hatszoros Emmy- és Tony-díjas amerikai színésznő, énekesnő.
Legismertebb alakítása Emmy az Amynek ítélve című sorozatban. A Christy című sorozatban is szerepelt.

## Fiatalkora
Madisonban született James Daly színész és Mary Hope színésznő gyermekeként. Ír származású, felmenői Limerickből és Kerryből származnak. Fiatalabb testvére Tim Daly színész, két nővére pedig Mary Glynn és Pegeen Michael.
A New York állambeli Rockland megyében nőtt fel, ahol karrierjét azzal kezdte, hogy családjával együtt nyári színházi előadásokon lépett fel; 15 évesen szerezte meg Equity Cardját. A Brandeis Egyetemen és az Amerikai Musical és Drámai Akadémián tanult.

## Pályafutása
1973-ban a The Adulteress című filmben szerepelt.  1976-ban szerepelt a Az igazságosztó című filmben. 1999 és 2005 között a Amynek ítélve című sorozatban szerepelt. 2003-ban a Beépített szerelem című filmben szerepelt.

## Magánélete
1966 és 1990 között Georg Stanford Brown felesége volt.  Három lányuk van, köztük Kathryne Dora Brown színésznő.

## Filmográfia

### Filmek
| Év   | Magyar cím               | Eredeti cím                  | Szerep               | Magyar hang                                            |
| ---- | ------------------------ | ---------------------------- | -------------------- | ------------------------------------------------------ |
| 1969 | John és Mary             | John and Mary                | Hillary              |                                                        |
| 1970 |                          | Angel Unchained              | Merilee              |                                                        |
| 1972 | Szerepcserepek           | Play It As It Lays           | Újságíró             |                                                        |
| 1973 |                          | The Adulteress               | Inez Steiner         |                                                        |
| 1976 | Az igazságosztó          | The Enforcer                 | Kate Moore felügyelő | Kocsis Mariann                                         |
| 1977 | Telefon                  | Telefon                      | Dorothy Putterman    | Papp Ágnes                                             |
| 1977 |                          | Speedtrap                    | Niffty Nolan         |                                                        |
| 1981 |                          | Zoot Suit                    | Alice Bloomfield     |                                                        |
| 1985 | A pilóta                 | The Aviator                  | Evelyn Stiller       | Tóth Éva                                               |
| 1985 | Akiktől forog a világ    | Movers & Shakers'            | Nancy Derman         | Kocsis Judit (1. szinkron) Szórádi Erika (2. szinkron) |
| 1997 |                          | The Lay of the Land          | Dr. Guttmacher       |                                                        |
| 1999 |                          | The Autumn Heart             | Ann                  |                                                        |
| 2000 |                          | The Simian Line              | Arnita               |                                                        |
| 2000 |                          | A Piece of Eden              | Aurelia néni         |                                                        |
| 2015 |                          | Hello, My Name Is Doris      | Roz                  |                                                        |
| 2017 | Pókember: Hazatérés      | Spider-Man: Homecoming       | Anne-Marie Hoag      | Menszátor Magdolna                                     |
| 2017 | Kalandok keleten         | Basmati Blues                | Evelyn               | Kocsis Mariann                                         |
| 2018 | Buster Scruggs balladája | The Ballad of Buster Scruggs | Mrs. Betjeman        |                                                        |
| 2018 |                          | A Bread Factory, Part One    | Dorothea             |                                                        |
| 2018 |                          | A Bread Factory, Part Two    | Dorothea             |                                                        |

### Televíziós szerepek
| Év                     | Magyar cím               | Eredeti cím                                        | Szerep                                           | Megjegyzések                                                            |
| ---------------------- | ------------------------ | -------------------------------------------------- | ------------------------------------------------ | ----------------------------------------------------------------------- |
| 1954                   |                          | Foreign Intrigue                                   | lány                                             | 1 epizód                                                                |
| 1968                   |                          | The Virginian                                      | Faith Bradbury                                   | 1 epizód                                                                |
| 1969                   |                          | The Virginian                                      | Faith Bradbury                                   | 1 epizód                                                                |
| 1969                   |                          | CBS Playhouse                                      | Sarah                                            | 1 epizód                                                                |
| 1969                   |                          | The Mod Squad                                      | Dolores Abernathy                                | 1 epizód                                                                |
| 1970                   |                          | The New People                                     | Kathy                                            | 1 epizód                                                                |
| 1970                   |                          | Ironside                                           | Joanna Leigh                                     | 1 epizód                                                                |
| 1970, 1972, 1973, 1975 |                          | Medical Center                                     | Jennifer Lochner / Barbara / April / Liz Lathem  | 4 epizód                                                                |
| 1971                   |                          | In Search of America                               | Anne                                             | tévéfilm                                                                |
| 1971                   |                          | A Howling in the Woods                             | Sally Bixton                                     | tévéfilm                                                                |
| 1971                   |                          | Longstreet                                         | Marcella                                         | 1 epizód                                                                |
| 1971                   |                          | McMillan & Wife                                    | Janet Benton                                     | 1 epizód                                                                |
| 1971                   |                          | Mission: Impossible                                | Saretta Lane                                     | 1 epizód                                                                |
| 1972                   |                          | Heat of Anger                                      | Jean Carson                                      | tévéfilm                                                                |
| 1972                   |                          | Young Dr. Kildare                                  | Rachel Dixon                                     | 1 epizód                                                                |
| 1972                   |                          | Mod Squad                                          | Prudence Gordon                                  | 1 epizód                                                                |
| 1973                   |                          | Ghost Story                                        | Anna Freeman                                     | 1 epizód                                                                |
| 1973                   |                          | Hawkins                                            | Ellen Hamilton                                   | 1 epizód                                                                |
| 1973                   |                          | The Man Who Could Talk to Kids                     | Susie Datweiler                                  | tévéfilm                                                                |
| 1973, 1974, 1975, 1976 |                          | The Rookies                                        | Marly Devon / Lucille Baker / Mary / Amy Kennedy | 4 epizód                                                                |
| 1974                   |                          | Larry                                              | Nancy Hockworth                                  | tévéfilm                                                                |
| 1974                   | San Francisco utcáin     | The Streets of San Francisco                       | Mrs. Carlino                                     | 1 epizód                                                                |
| 1974                   |                          | Doc Elliot                                         | Beth Ann Blackner                                | 1 epizód                                                                |
| 1974                   |                          | Barnaby Jones                                      | Madge Winston                                    | 1 epizód                                                                |
| 1974                   |                          | The Wide World of Mystery                          | Laurie                                           | 1 epizód                                                                |
| 1975                   |                          | Lucas Tanner                                       | Jenny Milo                                       | 1 epizód                                                                |
| 1975                   |                          | The Law                                            | Lucy                                             | minisorozat                                                             |
| 1976                   |                          | The Entertainer                                    | Jean                                             | tévéfilm                                                                |
| 1977                   |                          | Intimate Strangers                                 | Karen Renshaw                                    | tévéfilm                                                                |
| 1977                   |                          | Visions                                            | Ann                                              | 1 epizód                                                                |
| 1978                   |                          | Greatest Heroes of the Bible                       | Abishag                                          | 1 epizód                                                                |
| 1979                   |                          | Shirley                                            | Athena                                           | 1 epizód                                                                |
| 1979                   |                          | Better Late Than Never                             | Ms. Davis                                        | tévéfilm                                                                |
| 1980                   |                          | The Women's Room                                   | Adele                                            | tévéfilm                                                                |
| 1980, 1981             |                          | Quincy, M.E.                                       | Madeline Estes / Kay Silver                      | 2 epizód                                                                |
| 1981                   |                          | A Matter of Life and Death                         | Donna                                            | tévéfilm                                                                |
| 1981                   |                          | CBS Afternoon Playhouse                            | Catherine Ellis                                  | 1 epizód                                                                |
| 1981                   |                          | Lou Grant                                          | Melissa Cummings                                 | 1 epizód                                                                |
| 1981–1988              | Cagney és Lacey          | Cagney & Lacey                                     | Mary Beth Lacey                                  | főszereplő magyar hangja Náray Erika                                    |
| 1982                   | Magnum                   | Magnum, P.I.                                       | Kate Sullivan                                    | 1 epizód magyar hangja Csere Ágnes                                      |
| 1982                   |                          | Quincy, M.E.                                       | Anna Krushevitz                                  | 1 epizód                                                                |
| 1983                   |                          | Your Place... or Mine                              | Karen                                            | tévéfilm                                                                |
| 1987                   |                          | Kids Like These                                    | Joanna Goodman                                   | tévéfilm                                                                |
| 1988                   |                          | Dolly                                              | Genevieve                                        | 1 epizód                                                                |
| 1989                   |                          | Stuck with Each Other                              | Sylvia Cass                                      | tévéfilm                                                                |
| 1991                   |                          | The Last to Go                                     | Mary Ellen                                       | tévéfilm                                                                |
| 1991                   | Titokzatos idegen        | Face of a Stranger                                 | Dollie Madison                                   | tévéfilm                                                                |
| 1991                   |                          | The Trials of Rosie O'Neill                        | Vicki Lindman                                    | 1 epizód                                                                |
| 1991                   |                          | Wings                                              | Mimsy Borogroves                                 | 1 epizód                                                                |
| 1992                   |                          | Swamp Thing                                        | Carla Jeffries                                   | 1 epizód                                                                |
| 1992                   | Ray Bradbury színháza    | The Ray Bradbury Theater                           | Cora Gibbs                                       | 1 epizód                                                                |
| 1992, 1994             | Columbo                  | Columbo                                            | Dolores / Dorothea McNally                       | 2 epizód magyar hangja Andai Györgyi (Dolores) Molnár Zsuzsa (Dorothea) |
| 1993                   |                          | No Room for Opal                                   | Glorene                                          | tévéfilm                                                                |
| 1993                   | Tétova álmok             | Scattered Dreams                                   | Kathryn Messenger                                | tévéfilm                                                                |
| 1994                   |                          | The Forget-Me-Not Murders                          | Dr. Archer                                       | tévéfilm                                                                |
| 1994                   |                          | Christy                                            | Kathryn Messenger                                | tévéfilm                                                                |
| 1994                   |                          | Cagney & Lacey: The Return                         | Mary Beth Lacey                                  | tévéfilm                                                                |
| 1994–1995              | A varázslatos iskolabusz | The Magic School Bus                               | Dr. Tennelli (hang)                              | 2 epizód                                                                |
| 1994–1995              | Christie                 | Christy                                            | Alice Henderson                                  | Mellékszereplő magyar hangja Zsurzs Kati                                |
| 1995                   | A dadus                  | The Nanny                                          | Mona                                             | 1 epizód                                                                |
| 1995                   |                          | Cagney & Lacey: Together Again                     | Mary Beth Lacey                                  | tévéfilm                                                                |
| 1995                   |                          | Bye Bye Birdie                                     | Mary Beth Lacey                                  | tévéfilm                                                                |
| 1995                   |                          | Cagney & Lacey: The View Through the Glass Ceiling | Mary Beth Lacey                                  | tévéfilm                                                                |
| 1996                   |                          | Cagney & Lacey: True Convictions                   | Mary Beth Lacey                                  | tévéfilm                                                                |
| 1997                   | A tökéletes anya         | The Perfect Mother                                 | Elanie Podaras                                   | tévéfilm                                                                |
| 1997                   |                          | Tricks                                             | Sarah                                            | tévéfilm                                                                |
| 1998                   | Pénzforgatók             | Vig                                                | Ellen                                            | tévéfilm                                                                |
| 1998                   |                          | For Your Love                                      | Mary Winston                                     | 1 epizód                                                                |
| 1999                   |                          | Three Secrets                                      | Shelley                                          | tévéfilm                                                                |
| 1999                   | Velejéig gonosz          | Absence of the Good                                | Dr. Marcia Lyons                                 | tévéfilm                                                                |
| 1999                   | Vérpadon az igazság      | Execution of Justice                               | Goldie bírónő                                    | tévéfilm                                                                |
| 1999                   |                          | Veronica's Closet                                  | Emily Blair                                      | 1 epizód                                                                |
| 1999                   |                          | The Magnificent Seven                              | Ma Nichols                                       | 1 epizód                                                                |
| 1999–2005              | Amynek ítélve            | Judging Amy                                        | Maxine Gray                                      | főszereplő magyar hangja Illyés Mari                                    |
| 2001                   | Az esküvői ruha          | The Wedding Dress                                  | Joan Delano                                      | tévéfilm                                                                |
| 2003                   | Beépített szerelem       | Undercover Christmas                               | Anne Cunningham                                  | tévéfilm magyar hangja Szabó Éva                                        |
| 2009                   |                          | Georgia O'Keeffe                                   | Mabel Dodge Stern                                | tévéfilm                                                                |
| 2009, 2019             | A Grace klinika          | Grey's Anatomy                                     | Carolyn Shepherd                                 | 2 epizód                                                                |
| 2010                   | Minden lében négy kanál  | Burn Notice                                        | Tina                                             | 1 epizód                                                                |
| 2014                   | Modern család            | Modern Family                                      | Mrs. Plank                                       | 1 epizód                                                                |
| 2016                   | Keresem… – A film        | Looking: The Movie                                 | Justice                                          | tévéfilm                                                                |
| 2018                   |                          | Murphy Brown                                       | Phyllis                                          | 13 epizód                                                               |
| 2019                   | Az elnök embere          | Madam Secretary                                    | Amy Ross                                         | 1 epizód                                                                |
| 2021                   |                          | Mom                                                | Barbara                                          | 1 epizód                                                                |